# Karen Parker
Karen Parker (Rochester, 12 de agosto de 1949) es una abogada con sede en San Francisco especializada en derechos humanos y ley humanitaria. Desde el temprano 1980,  ha contribuido a la evolución de normas legales internacionales en los campos de sanciones económicas, uso de weaponry, entorno como derecho humano, esclavitud sexual, y los derechos de personas discapacitadas. Regularmente atestigua en el Consejo de Derechos humanos de las Naciones Unidas, anteriormente la Comisión de Naciones Unidas en Derechos humanos, y ha servido como un testigo experto en disputas respecto de ley de conflicto armado, incluyendo conflictos en América Central, Irak y Afganistán. También ha trabajado como mediador en behalf de varios movimientos de resistencia activos en el mundiales hoy, especialmente Sri Lanka, Birmania (Myanmar), Kashmir, Maluku, e Irán.

## Publicaciones
- "Protecciones de Convención de la Geneva para Salvadoran Refugiados", Inmigración Newsletter Vol. 13 #3, Gremio de Abogados Nacionales (mayo de 1984).
- "Derechos humanos y Ley Humanitaria", 7 Whittier L. Rev. 675 (1985).
- "Jus Cogens: Obligando la Ley de Derechos humanos", 12 HASTINGS INT'L & COMP. L. REV. 12 #2, 411-463 (Invierno 1989),
- Programas de fumigación en Guatemala: informe preliminar, Asociación de Abogados Humanitarios, 1989
- "Compensación para la guerra de Segunda Guerra mundial de Japón-Víctimas de Violación", con Jennifer F. Mastica, HASTINGS INT'L COMP. L. REW. 17 #3, 497-549. (Primavera 1994).
- "Allende el juego de culpa: encontrando tierras comunes para justicia & de paz en Kashmir," con Ghulam Nabi Fai,  Kashmiri Consejo americano (2004), ISBN 0-9646849-0-X
- "Delitos de guerra Cometidos por los Estados Unidos en Iraq y Mecanismos para Imputabilidad", Consumidores para Paz, (10/10/2006)